# Daoguang
Daoguang (16 de septiembre de 1782-25 de febrero de 1850) fue el octavo emperador de la dinastía manchú Qing y el sexto Qing que gobernó en China, entre 1820 y 1850.

## Reinado
Nació en la ciudad prohibida en Pekín y se le dio el nombre de Mianning (綿寧). En septiembre de 1820, a la edad de 38 años, Mianning subió al trono cuando su padre, el emperador Jiaqing, murió repentinamente por causas desconocidas, y cambió su nombre a Daoguang. 

### Política exterior
Heredó un imperio en decadencia con los imperios occidentales invadiendo las fronteras de China. Durante su reinado China experimentó grandes problemas con el opio, importado al país por los comerciantes británicos. El opio había comenzado a llegar a China durante el reinado de su bisabuelo, el emperador Yongzheng, pero se limitó a cerca de 200 cofres al año. En la época del emperador Qianlong esta cantidad había aumentado a 1.000 cofres, 4.000 en la de Jiaqing y más de 30.000 durante el reinado de Daoguang. Publicó muchos edictos contra el opio en los años 1820 y 1830, que fueron aplicados por el Comisionado Lin Zexu, que se esforzó en detener la propagación del opio en China, lo que condujo directamente a la primera guerra del Opio. Como consecuencia de la guerra, Lin fue tomado como chivo expiatorio y el emperador Daoguang lo desterró a Yili. Tecnológica y militarmente inferior a las potencias europeas, China perdió la guerra y se vio obligada a entregar Hong Kong a través del Tratado de Nankín, en agosto de 1842.

### Intrigas
En 1831 mató a su propio hijo de 23 años, que conspiraba contra él. Las conspiraciones se repitieron en el mismo año y en 1850, aunque sin éxito.   

### Lucha contra el cristianismo
En 1821 añadió una cláusula a la ley llamada "Prohibiciones en materia de hechiceros y hechiceras" (禁止师巫邪术) del Código Qing que sentenciaba a muerte a los europeos que difundiesen el catolicismo. Los protestantes esperaban que el gobierno chino discriminara entre protestantismo y catolicismo, ya que la ley menciona este último por su nombre, pero cuando los misioneros protestantes repartieron libros cristianos a la población china en 1835 y 1836, el emperador Daoguang exigió saber quiénes eran los «nativos traidores» de Cantón que habían suministrado los libros. Los misioneros extranjeros fueron estrangulados o expulsados por los chinos.
Daoguang murió el 25 de febrero de 1850, en el Antiguo Palacio de Verano (圆明园), al noroeste de Pekín. Fue enterrado en el mausoleo Muling.
Tras su fallecimiento le sucedió su cuarto hijo , el emperador Xianfeng (慕陵- que significa "tumba de la nostalgia", o "Tumba de admiración"), que forma parte de la necrópolis Qing occidental (清西陵).